# 326 pr. n. št.
Stoletja: 5. stoletje pr. n. št. - 4. stoletje pr. n. št. - 3. stoletje pr. n. št.
Desetletja: 370. pr. n. št. 360. pr. n. št. 350. pr. n. št. 340. pr. n. št. 330. pr. n. št. - 320. pr. n. št. - 310. pr. n. št. 300. pr. n. št. 290. pr. n. št. 280. pr. n. št. 270. pr. n. št.
Leta: 331 pr. n. št. 330 pr. n. št. 329 pr. n. št. 328 pr. n. št. 327 pr. n. št. - 326 pr. n. št. - 325 pr. n. št. 324 pr. n. št. 323 pr. n. št. 322 pr. n. št. 321 pr. n. št.

## Dogodki
- Aleksander Makedonski prodre do Inda.

## Smrti
- Ada Karijska, satrapinja in kraljica (* ni znano)